# 엑서터 시티 FC
엑서터 시티 FC(Exeter City Football Club)는 잉글랜드 데번주 엑서터를 연고로 하는 축구 클럽이다.

## 성적
- FA컵 8강 2회 (1930-31, 1980-81)
- 풋볼 리그 3부 남부 리그 준우승 1회 (1932-33)
- 풋볼 리그 3부 남부 컵 우승 1회 (1934)
- 풋볼 리그 트로피 남부 지역 준우승 3회 (1992-93, 1999-2000, 2010-11)
- 풋볼 리그 2(풋볼 리그 4부 시대 포함) 우승 1회 (1989-90), 준우승 2회 (1976-77, 2008-09), 4위 1회 (1963-64)
- 콘퍼런스 내셔널 플레이오프 우승 1회 (2007-08), 준우승 1회 (2006-07)
- FA 트로피 준결승 1회 (2005-06)

## 선수 명단

### 현역
참고: FIFA 자격 규정에 따라 소속된 국가대표팀 국기를 표시합니다. 선수는 복수의 FIFA 비회원국 국적을 가지고 있을 수 있습니다.
| 번호 | 포지션 | 국적 | 이름            |
| ---- | ------ | ---- | --------------- |
| 4    | DF     |      | 트리스탄 크라마 |

| 번호 | 포지션 | 국적 | 이름 |
| ---- | ------ | ---- | ---- |

## 역대 감독
| 감독    | 임기        |
| ------- | ----------- |
| 앨런 볼 | 1991 ~ 1994 |